# Антиплагиат
Антиплагиа́т (Антиплагиат.ру) — российский интернет-проект, программно-аппаратный комплекс для проверки текстовых документов на наличие заимствований из открытых источников в сети Интернет и других источников.
Проект доступен как для рядовых пользователей, так и (в специальной версии) для высших учебных заведений. В 2007 году использование системы рекомендовано Советом по координации управления качеством профессионального образования при Рособрнадзоре в качестве автоматизированного средства борьбы с плагиатом для совершенствования внутреннего контроля качества индивидуальных работ обучающихся, а также в рамках внедрения типовой модели системы качества образовательного учреждения (недоступная ссылка).
Система выявления неправомерных заимствований (так называемая программа «Антиплагиат») не имеет никакого отношения ни к Минобрнауки России, ни к Высшей аттестационной комиссии: разработана в инициативном порядке; какой-либо аттестации или аккредитации при Министерстве либо ВАК не проходила. Использование таких программ осуществляется гражданами или организациями самостоятельно, вопрос платности использования устанавливается правообладателями — частными лицами. Правообладателем на использование комбинированного товарного знака «антиплагиат» является акционерное общество «АнтиПлагиат».

## Использование сервиса
Услуга предоставляется любому зарегистрированному посетителю сайта antiplagiat.ru бесплатно с ограниченной функциональностью или на платной основе с расширенной функциональностью (по принципу freemium).
Также сервис реализует пакет «Антиплагиат. ВУЗ», позволяющий высшим учебным заведениям развернуть систему для проверки работ студентов. На конец марта 2013 года среди подписчиков сервиса числилось 163 вуза и академических структур, среди которых МГУ имени М. В. Ломоносова, МФТИ и НИУ ВШЭ, а также ВАК РФ и Российская государственная библиотека.

## История проекта
Сайт проекта был открыт в сентябре 2005 года. Система Антиплагиат разработана компанией Forecsys.
В 2006 году проект Антиплагиат был признан победителем Пятого Конкурса русских инноваций в одной из номинаций, а также отмечен специальными грамотами от Высшей аттестационной комиссии и Министерства информационных технологий и связи РФ. В связи с этим в 2006 году проект получил широкое освещение в прессе и на телевидении (см. ссылки).
В июне 2007 года использование системы было рекомендовано российским вузам Советом по качеству при Рособрнадзоре. Через месяц система «Антиплагиат. ВАК» была развернута в Высшей аттестационной комиссии России.
На пресс-конференции компании в мае 2013 года было анонсировано исследование, которое проводит «Антиплагиат» по заказу РГБ, по которому будут проверены все диссертации исторической специализации. Однако исследование, по словам исполнительного директора компании Ю. В. Чеховича, будет анонимным и преследует в большей степени научные цели — исследования ситуации в целом по российской науке и усовершенствования алгоритма системы. С 1 января 2016 года Минобрнауки РФ обязал ВУЗы проверять дипломы выпускников на плагиат (без указания конкретной системы).
В 2020 году компания-разработчик системы «Антиплагиат» получила грант Российской венчурной компании в размере 180 млн рублей на создание промышленного решения, которое позволит находить в текстах переводные заимствованные фрагменты независимо от языка первоисточника.

## Технология
Анализ работ производится на основе специализированной системы поиска и обработки информации, разработанной при участии российских учёных-математиков.
Система предлагает набор услуг, в совокупности реализующих технологию определения заимствований из общедоступных сетевых источников, специализированных коллекций документов, электронных библиотек и т. п. По сути, сервис представляет собой специализированную поисковую систему.
Система собирает информацию из различных источников: загружает из Интернета и обрабатывает сайты, находящиеся в открытом доступе, базы научных статей и рефератов. Загруженные документы проходят процедуру фильтрации, в результате которой отбрасывается бесполезная (с точки зрения потенциального цитирования) информация.
На следующем этапе каждый из полученных таким образом текстов определённым образом форматируется и заносится в системную базу данных. Кроме того, в общую базу текстов поступают документы, загруженные на проверку пользователем, если такая возможность была разрешена им во время процедуры загрузки.
Все пользовательские документы, загружаемые для проверки, ставятся в очередь на обработку.
После проверки документа пользователь получает доступ к отчёту, в котором представляются результаты. Структура полного отчёта (доступно только в платной версии) позволяет выделять в проверяемом тексте заимствованные части как по всем источникам, так и по их любому подмножеству.

## Критика
Хотя сама по себе необходимость выявления некорректных заимствований фрагментов из чужих работ не ставится под сомнение, вызывает нарекания практическая реализация мер борьбы с плагиатом путём использования средств машинной аналитики.
Так, И. В. Понкин критикует предлагаемый системой «Антиплагиат» подход к определению уровня оригинальности текста «в процентах», при котором за оригинальность выдаётся исключительно доля несовпадения с другими текстами. На практике же аналитическая работа, например, по юриспруденции, состоящая по большей части из цитат судебных актов, но включающая 10 % обобщающих выводов самого автора, может обладать большей ценностью, чем многократно переписанный и не имеющий никакой научной новизны текст, который формально будет иметь меньший процент заимствований. Кроме того, вычисленная таким образом оригинальность и установление требований к её минимальному порогу не имеет никакого отношения к борьбе непосредственно с плагиатом, поскольку настоящий плагиат незаконен и аморален в любом, даже самом незначительном объёме
А. Г. Серго обращает внимание на формальный подход при использовании системы «Антиплагиат», при котором от любой научной работы требуется высокий процент оригинальности (обычно, 70-80 %), тогда как её качества и ценности уходят на второй план или вовсе теряются из вида. При этом и сам процесс расчёта оригинальности является несовершенным. Так, в процент заимстствований системой включаются материалы, не являющиеся объектами авторского права и, соответственно, не требующие оформления в соответствии с правилами цитирования (например, широко используемые юристами нормативно-правовые акты, судебные решения и т. п.). Другой проблемой является снижение системой процента оригинальности из-за учёта самоцитирований, что вывзывает особые проблемы при подготовке диссертаций, которые должны опираться на результаты ранее проведённых исследований. Из-за неспособности системы «Антиплагиат» правильно оценивать неочевидные случаи заимствований, а также формализма издателей и преподавателей при использовании результатов проверки, авторы зачастую сталкиваются с необходимостью наполнять научные работы второстепенной информацией ради повышения оригинальности и соблюдения требований к объёму.
В. П. Лукьяненко также указывает на невозможность оценить оригинальность работы исключительно программными средствами. По его мнению, результаты проверки предоставляемые системой «Антиплагиат» зачастую подменяют объективную экспертную оценку. При этом под плагиатом должно пониматься присвоение выявленной другими содержательной сути работы, а не языковых средств, словосочетаний, стилистических оборотов, при помощи которых она излагается; кроме того, недопустима оценка в качестве плагиата текстов, использующих ранее опубликованные суждения самого же автора. В связи с этим, использование системы «Антиплагиат» должно рассматриваться лишь в качестве подспорья для формулирования экспертных суждений, а не становиться главным, а зачастую и единственным критерием оригинальности научной работы.
Как указано на сайте самой системы «Антиплагиат», она не определяет наличие плагиата, поскольку под ним понимается исключительно присвоение авторства, выдача чужого произведения за своё, в то время как проверка в системе показывает лишь наличие совпадений по тексту. При этом система не определяет первоисточник, не сравнивает даты публикации документов, поэтому сам по себе результат проверки не является доказательством плагиата и не имеет юридической силы. Аналогичная позиция высказана в информационном сообщении Минобрнауки РФ, в котором отмечена невозможность и неправомерность суждения о качестве научного исследования исключительно по результатам компьютерной проверки; признание «факта плагиата» возможно только в судебном порядке. Там же подчёркивается, что система «Антиплагиат» не имеет никакого отношения ни к Минобрнауки России, ни к Высшей аттестационной комиссии, разработана в инициативном порядке и какой-либо аттестации или аккредитации при Министерстве либо ВАК не проходила.